# Johann Heinrich Alverdes
Johann Heinrich Alverdes (* um 1690 in Halberstadt; † 1747) war ein deutscher Jurist.

## Leben

### Familie
Johann Heinrich Alverdes war der Sohn von Heinrich Alverdes (* um 1648 in Halberstadt; † 1700), der dem 1615 gestifteten Fideikommiss der Familie vorstand; er hatte noch einen Bruder, mit dem er 1728 wegen des Fideikommiss in einem Rechtsstreit war.
Er war verheiratet und hatte mehrere Kinder. Sein Enkel Gottfried Heinrich Friedrich Alverdes (* um 1750; † 21. März 1819) wurde Stadt-Justizrat in Halberstadt.

### Werdegang
Johann Heinrich Alverdes immatrikulierte sich am 20. April 1703 an der Universität Helmstedt zu einem Studium der Rechtswissenschaften und setzte dieses Studium am 28. April 1706 an der Universität Halle fort.
Seit 1719 war er als Amtsmajor (Amtsmeier) in Halberstadt sowie seit 1721 als Advokat bei der Regierung tätig. 
Am 26. April 1727 erfolgte seine Ernennung zum Regierungsrat bei der königlichen Regierung und übte später das Amt des Stadtrichters in Halberstadt aus.